# Megophrys baluensis
Megophrys baluensis е вид жаба от семейство Megophryidae. Видът е почти застрашен от изчезване.

## Разпространение
Разпространен е в Малайзия.

## Описание
Популацията на вида е стабилна.